# Stephan Melzl
Stephan Melzl (* 1959 in Basel) ist ein Schweizer bildender Künstler.

## Leben
Nach der Matura am Humanistischen Gymnasium Basel begann Stephan Melzl 1980 zunächst eine Ausbildung an der Kunstgewerbeschule Basel, wechselte aber 1981 an die Hochschule für Bildende Künste, Städelschule, Frankfurt am Main. 1985 begab er sich zu einem Arbeitsaufenthalt nach Wien und schloss im Folgejahr sein Studium an der Frankfurter Städelschule ab.
Stephan Melzl lebt und arbeitet in Frankfurt am Main und Basel.

## Leistungen
Melzl malt und zeichnet figurativ in traditionellen, zum Teil altmeisterlichen Techniken. Zahlreiche kunsthistorische Anspielungen und Zitate, vornehmlich aus der Malerei der Renaissance und des Barock, stehen neben seinen zeitgenössischen Motiven und Figuren. Häufig verwendet er Bild-im-Bild-Kompositionen, oft in komplex verschränkten Strukturen. Bernhart Schwenk charakterisiert Melzls Vorgehensweise in der von ihm herausgegebenen Monographie:
„Auch die Malerei selbst trägt zum Amalgam-Charakter der Bilder bei. Die oft in mehreren Lasuren aufgetragene Farbe erzielt ihren Effekt erst im Zusammenklang der übereinander gelegten Schichten. Dieser Farbschichtung entspricht motivisch die Zeitschichtung. Die Bilder erhalten ihre Bedeutung erst in der Überlagerung der Bildzitate und Melzls eigenen Bildfindungen. So wie die erzählerischen Zitate – als unzeitgemässe Elemente oder scheinbar unstatthafte Übernahmen – werden auch die unterschiedlichen Stadien des Malprozesses ebenso bewusst wie lustvoll in die Bildentstehung einbezogen und verleihen einer komplexen Erfahrung von Gegenwart den adäquaten ästhetischen Ausdruck.“
Melzl war seit 1986 in zahlreichen Einzel- und Gruppenausstellungen vertreten. Mehrere seiner Arbeiten befinden sich in öffentlichen Sammlungen, u. a. im Museum für Moderne Kunst, Frankfurt am Main, und in der Münchner Pinakothek der Moderne.

## Werke (Auswahl)
- Kopf 2 (Pinakothek der Moderne, München), 2003, 50 × 37 cm, Öl auf Holz
- Lieblings-T-Shirt 1 (Museum für Moderne Kunst, Frankfurt am Main), 2007, 65 × 50 cm, Öl auf Holz
- Vergessene Bilder (Sammlung Goetz, München), 2009, 65 × 50 cm, Öl auf Holz

## Einzelausstellungen (Auswahl)
- 2018: Stephan Melzl. Flugschau, Museum Franz Gertsch, Burgdorf BE
- 2014: Stephan Melzl. Superhero, Pinakothek der Moderne, München[2]
- 2009: Loock Galerie, Berlin
- 2002: Kunstverein Freiburg
- 2001: Thomas Rehbein Galerie, Köln
- 1996: Albrecht Dürer Gesellschaft, Der Nürnberger Kunstverein, Nürnberg
- 1995: Galerie Gilles Peyroulet, Paris
- 1993: Galerie Martina Detterer, Frankfurt a. M.
- 1990: Forum Sparkasse, Frankfurt a. M.